# Біг-Рок (Іллінойс)
Біг-Рок (англ. Big Rock) — селище (англ. village) в США, в окрузі Кейн штату Іллінойс. Населення — 1104 особи (2020).

## Географія
Біг-Рок розташований за координатами 41°46′0″ пн. ш. 88°31′35″ зх. д. / 41.76667° пн. ш. 88.52639° зх. д. (41.766768, -88.526470).  За даними Бюро перепису населення США в 2010 році селище мало площу 11,21 км², уся площа — суходіл.

## Демографія
Згідно з переписом 2010 року, у селищі мешкало 1126 осіб у 409 домогосподарствах у складі 340 родин. Густота населення становила 100 осіб/км².  Було 426 помешкань (38/км²).
Расовий склад населення:
| - 97,0 % — білих - 0,7 % — чорних або афроамериканців - 0,4 % — корінних американців - 0,2 % — азіатів |

До двох чи більше рас належало 1,5 %. Частка іспаномовних становила 2,0 % від усіх жителів.
За віковим діапазоном населення розподілялося таким чином: 20,9 % — особи молодші 18 років, 66,2 % — особи у віці 18—64 років, 12,9 % — особи у віці 65 років та старші. Медіана віку мешканця становила 45,1 року. На 100 осіб жіночої статі у селищі припадало 109,3 чоловіків;  на 100 жінок у віці від 18 років та старших — 107,2 чоловіків також старших 18 років.
Середній дохід на одне домашнє господарство  становив 84 668 доларів США (медіана — 76 250), а середній дохід на одну сім'ю — 88 927 доларів (медіана — 83 958). Медіана доходів становила 58 750 доларів для чоловіків та 34 188 доларів для жінок. За межею бідності перебувало 11,8 % осіб, у тому числі 12,4 % дітей у віці до 18 років та 5,2 % осіб у віці 65 років та старших.
Цивільне працевлаштоване населення становило 586 осіб. Основні галузі зайнятості: освіта, охорона здоров'я та соціальна допомога — 18,1 %, науковці, спеціалісти, менеджери — 12,1 %, виробництво — 12,1 %.